# Китайско-норвежские отношения
Китайско-норвежские отношения — двусторонние дипломатические отношения между Китаем и Норвегией начались 7 октября 1950 года и вскоре после этого, 5 октября 1954 года, были учреждены дипломатические представительства.

## История
Первое норвежское дипломатическое представительство было основано в 1851 году в Гуанчжоу во времена Шведско-норвежской унии. В 1853 году в Шанхае было создано новое вице-консульство. К 1863 году Шанхай стал генеральным консульством, а отделение в Гуанчжоу было преобразовано в вице-консульство.
Только в 1905 году, когда Норвегия отделилась от союза со Швецией, у неё появилась своя дипломатическая миссия в Китае. Год спустя состоялся первый официальный визит из империи Цин Дая Хунчи, председателя департамента культуры императорского двора.
В 2003 году объём двусторонней торговли между Китаем и Норвегией составил $1,76 млрд. С годами объём двусторонней торговли неуклонно растёт.
В 2008 году экспорт из Норвегии в Китай составил $1,93 млрд, а экспорт из Китая в Норвегию достиг $5,43 млрд. В 2009 году экспорт Норвегии в Китай увеличился на 39 % и составил 2,28 млрд. Экспорт Китая в Норвегию составляет около $5,25 млрд, увеличившись на 4,5 % по сравнению с прошлым годом.
Крупнейшими экспортируемыми товарами из Китая в Норвегию были суда, текстиль и одежда, а также механические и электронные изделия.
Крупнейшими экспортируемыми товарами из Норвегии в Китай были нефть, механические и электрические изделия, удобрения, строительное, горнодобывающее оборудование, оборудование для фабрик и заводов, лосось, а также необработанные металлы.
В июле 2019 года послы 22 стран, включая Норвегию, подписали совместное письмо в СПЧ ООН, осуждающее жестокое обращение Китая с уйгурами, а также жестокое обращение с другими национальными меньшинствами, призывая китайское правительство закрыть Синьцзянские лагеря перевоспитания.